# Базилика Сан-Доменико (Сиена)
Базилика Сан-Доменико (итал. La basilica cateriniana di San Domenico — Екатерининская базилика Святого Доминика) — католический храм в Сиене, Тоскана, Италия. Расположен в центре города между площадью Сан-Доменико и улицей Виа делла Сапиенца. Построенный в XIII веке, он был расширен в следующем столетии. В отдельной капелле, построенной в стиле Возрождения, расписанной фресками Содомы и других мастеров, хранятся мощи Екатерины Сиенской. Поэтому церковь также называют Базиликой Святой Екатерины, или Екатерининской. Это национальный памятник Италии. В 1925 году храм получил титул малой базилики.

## История

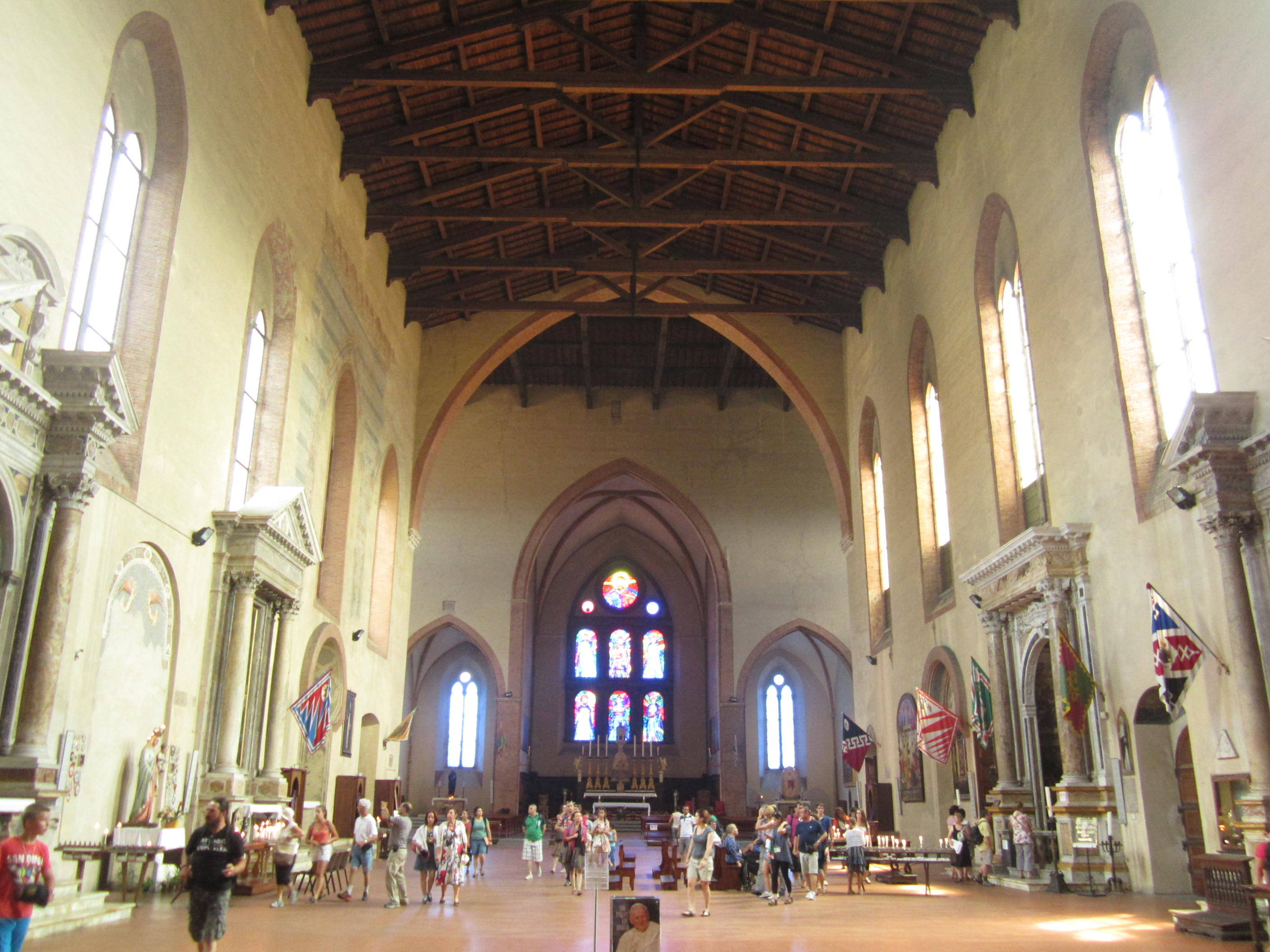
Интерьер храма

Доминиканцы прибыли в Сиену в 1220 году, за год до смерти основателя своего ордена Доминика де Гусмана. В 1225 году они получили в дар землю на вершине холма Кампореджо (итал. Camporegio) от состоятельного сиенца Фортебраччо Малавольти. Средства для строительства монастыря и церкви частично были выделены городом, а другие собраны в виде пожертвований. Строительство было закончено к 1265 году, но в середине XIV века храм расширили. Тогда он принял готические очертания, существующие поныне, несмотря на утраты от пожаров в 1443 и 1531 годах и последующее восстановление. Новое строительство было завершено в 1465 году. Квадратная в плане кампанила возведена в 1340 году. В XVIII веке она была укорочена и получила зубчатое завершение.
Многочисленные изменения облика храма и монастыря появились в XVII и XVIII веках. Интерьер церкви был оформлен в стиле барокко, добавлены и реконструированы боковые алтари. После землетрясения 1798 года храм получил серьёзные повреждения и находился под угрозой сноса, однако было принято решение его восстановить. Уже в XX веке провели работы по воссозданию исходных готических форм, были частично раскрыты средневековые фрески.
До конца XVIII века храм и прилегающий монастырь принадлежали доминиканцам, затем они были переданы бенедиктинскому ордену, который оставался здесь до 1912 года. В 1920 году доминиканцы вернулись в свой монастырь.
В июле 1925 года папа Пий XI возвёл церковь в достоинство малой базилики.
Последняя реконструкция проводилась в 1941—1963 годах, когда были удалены барочные добавления, частично восстановлены древние готические формы и добавлены современные витражи с сюжетами из историй Святой Екатерины работы Бруно Кассинари.

## Архитектура и интерьер

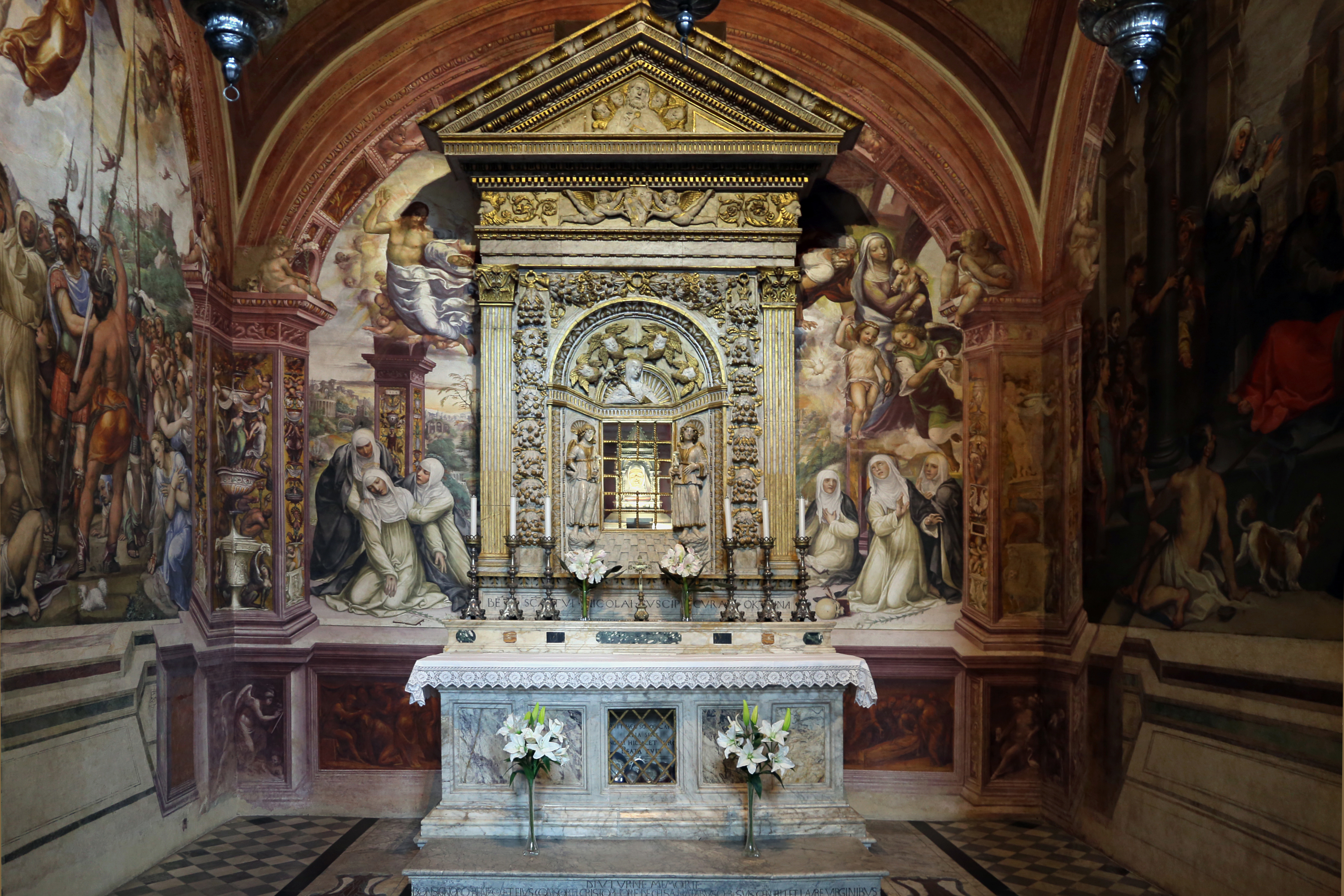
Капелла Cвятой Екатерины. Фрески Содомы, табернакль Джованни ди Стефано

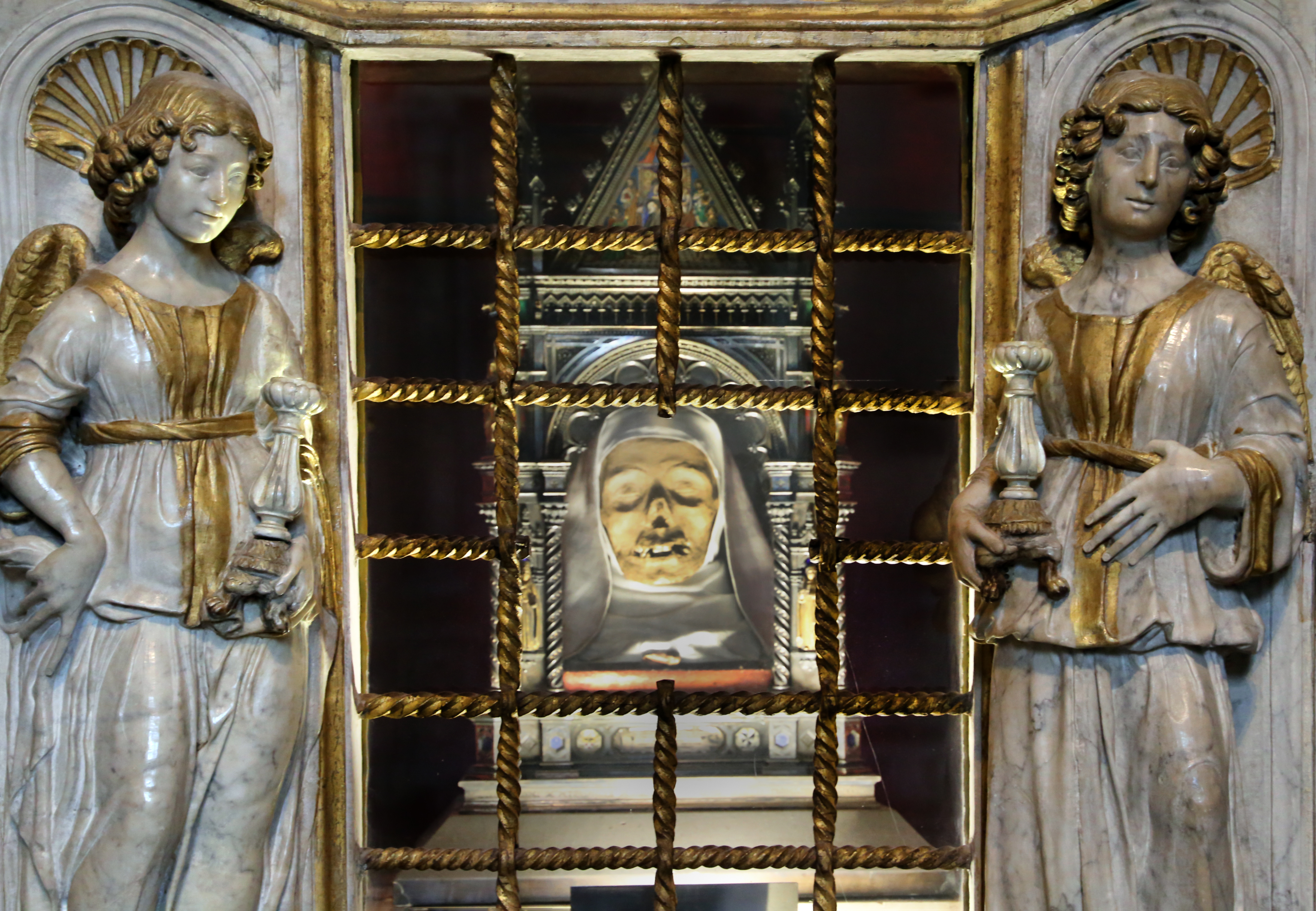
Деталь табернакля. Скульптор Джованни ди Стефано

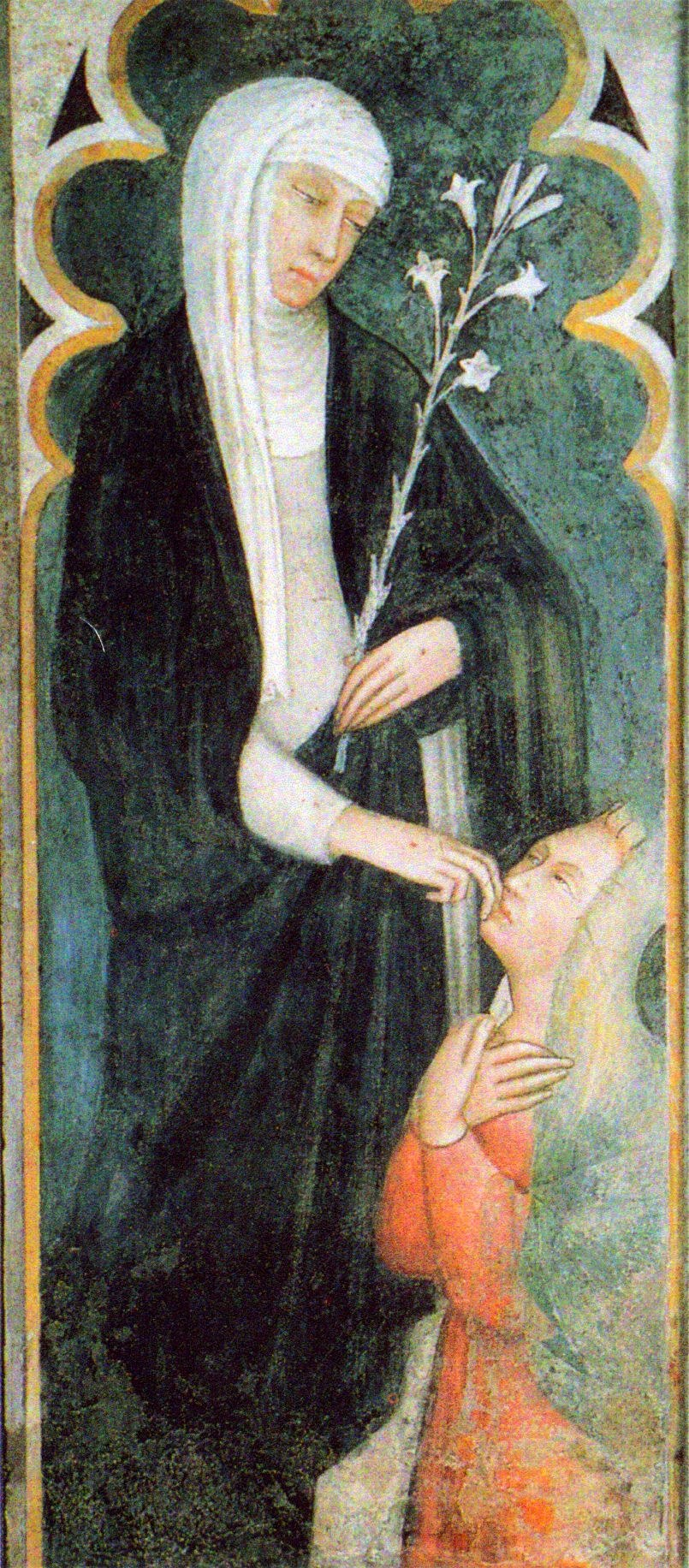
Андреа Ванни. Святая Екатерина Сиенская. Ок. 1400. Фреска в Капелле делле Вольте

Базилика имеет строгий и массивный вид благодаря своей кирпичной архитектуре, типичной для нищенствующих орденов, которые искали скромные материалы для строительства своих церквей. Архитектурный стиль близок цистерцианской готике, особенно в апсиде. Вид с площади открывает левую сторону базилики, где расположен входной портал. Правая сторона занята монастырскими помещениями. Здание церкви имеет план в виде египетского креста с просторным единственным нефом и стропильным перекрытием. Капеллы, расположенные вдоль восточной стены трансепта, имеют характерные для цистерианской архитектуры плоские апсиды.
В апсиде расположен главный алтарь с мраморным киворием и два ангела работы скульптора Бенедетто да Майано (около 1475 г.).
Ещё одна капелла — Капелла делле Вольте (итал. Cappella delle Volte) — пристроена к противоположному фасаду храма, поэтому портал устроен в левой стене. В этой капелле происходили ключевые события жития Екатерины Сиенской, здесь, согласно преданию, состоялись её мысленные беседы с Христом, записанные её учениками.
В 1667 году в Капеллу делле Вольте была перенесена фреска конца XIV века — единственный прижизненный портрет святой Екатерины Сиенской, выполненный Андреа Ванни, её современником и последователем, состоявшим с ней в переписке.
В правой части нефа расположена Kапелла Святой Екатерины, построенная в 1460 году Никколо Бенси. Здесь хранится реликвия — голова святой, отделённая от её тела после смерти и доставленная в Сиену в 1380 году. Святыня находится в мраморном табернакле работы Джованни ди Стефано (1466). Стены капеллы расписаны фресками Содомы (1526) и картинами Франческо Ванни (1593), посвящёнными эпизодам из жизни святой.
Неф и капеллы трансепта украшены множеством произведений живописи и скульптуры, в частности:
- Пьетро Лоренцетти. Мадонна с Младенцем, Иоанном Крестителем и коленопреклонённым рыцарем (ок. 1325[11]) — фрагмент фрески, снятой с исходного места;
- Франческо ди Ваннуччо. Мадонна с Младенцем (Между 1370 и 1380 [12]). Панель вставлена в большую картину Содомы «Троица со святыми Винсентом, Людовиком, Екатериной Сиенской и Себастьяном» (1531[13]);
- Маттео ди Джованни. Святая Варвара на троне с Марией Магдалиной и Святой Екатериной Александрийской (1479 [12]);
- Бенвенуто ди Джованни. Мадонна на троне с Младенцем, ангелами и святыми Григорием, Иаковом, Иеронимом и Себастьяном (1483 [12]);
- Франческо ди Джорджо Мартини. Поклонение пастухов (Между 1485 и 1498[14]). «Пьета» в люнете работы Маттео ди Джованни, пределла работы Бернардино Фунгаи;
- Алессандро Казолани. Рождество Девы Марии (1585[15]).

## Галерея

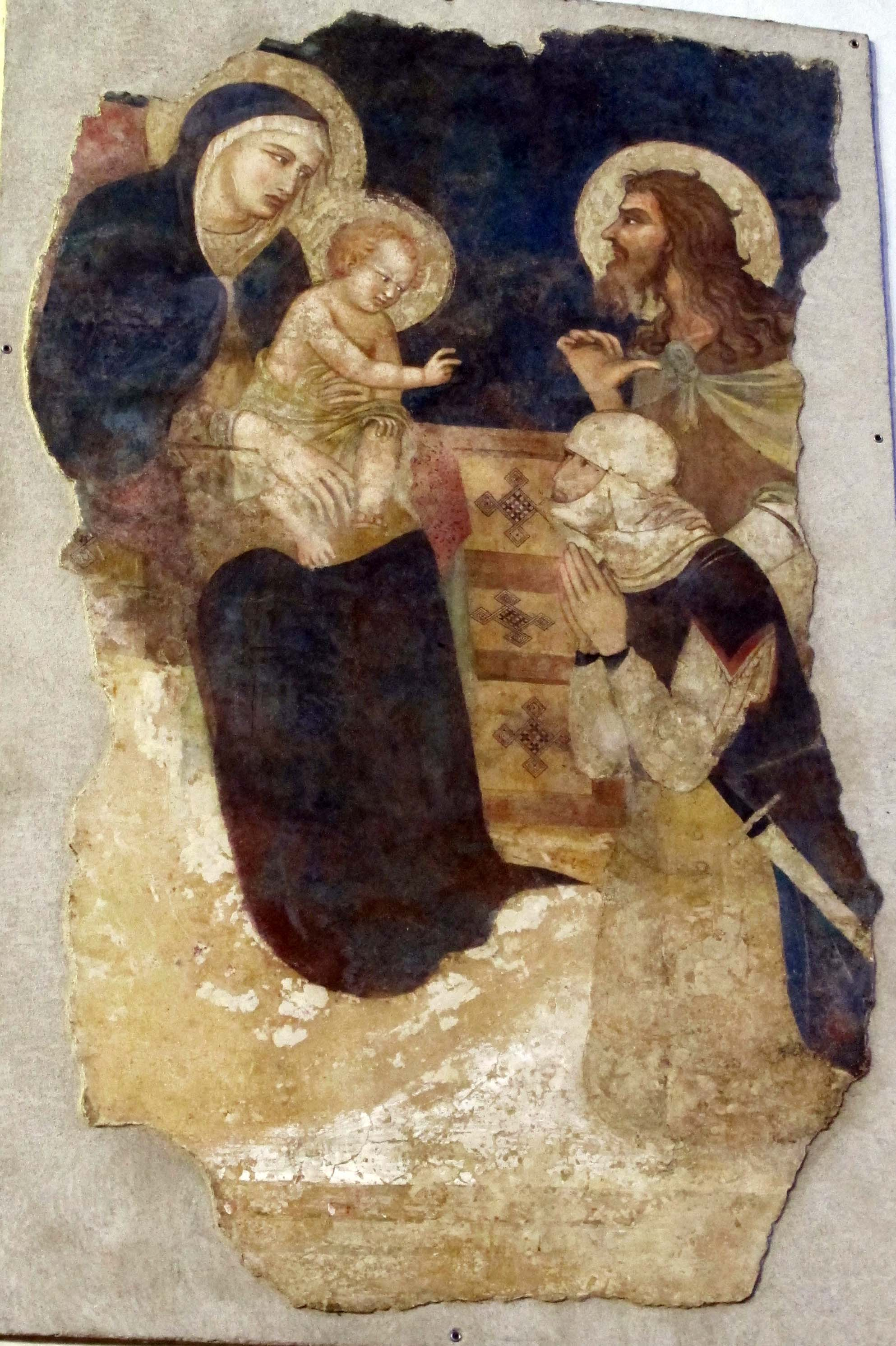
Пьетро Лоренцетти. Иоанн Креститель представляет Мадонне с Младенцем рыцаря. Фрагмент фрески
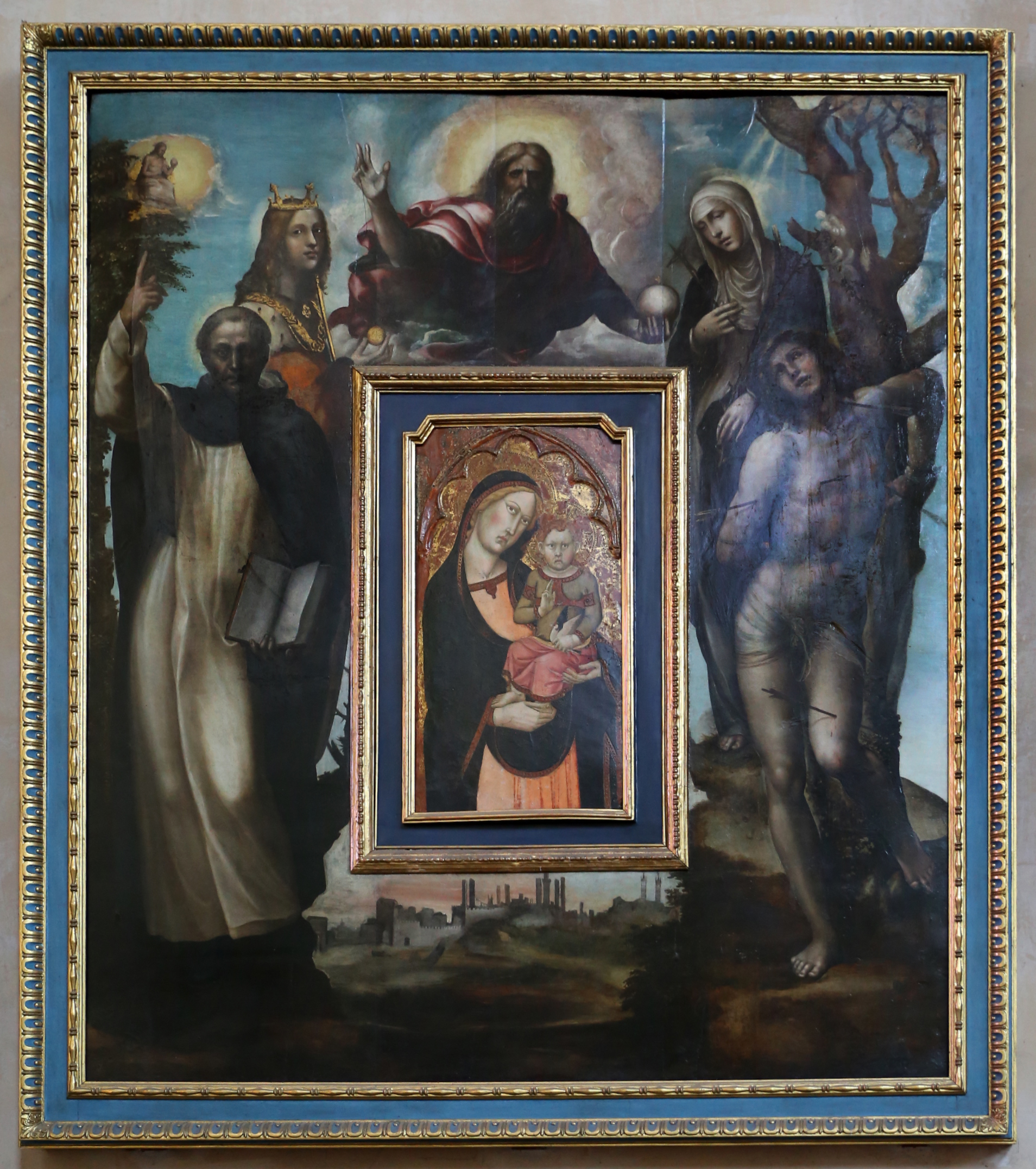
Франческо ди Ваннуччо. Мадонна с Младенцем. 1375. Панель вставлена в картину Содомы «Бог Отец и Мадонна со святыми Винсентом, Людовиком, Екатериной Сиенской и Себастьяном». Дерево, темпера
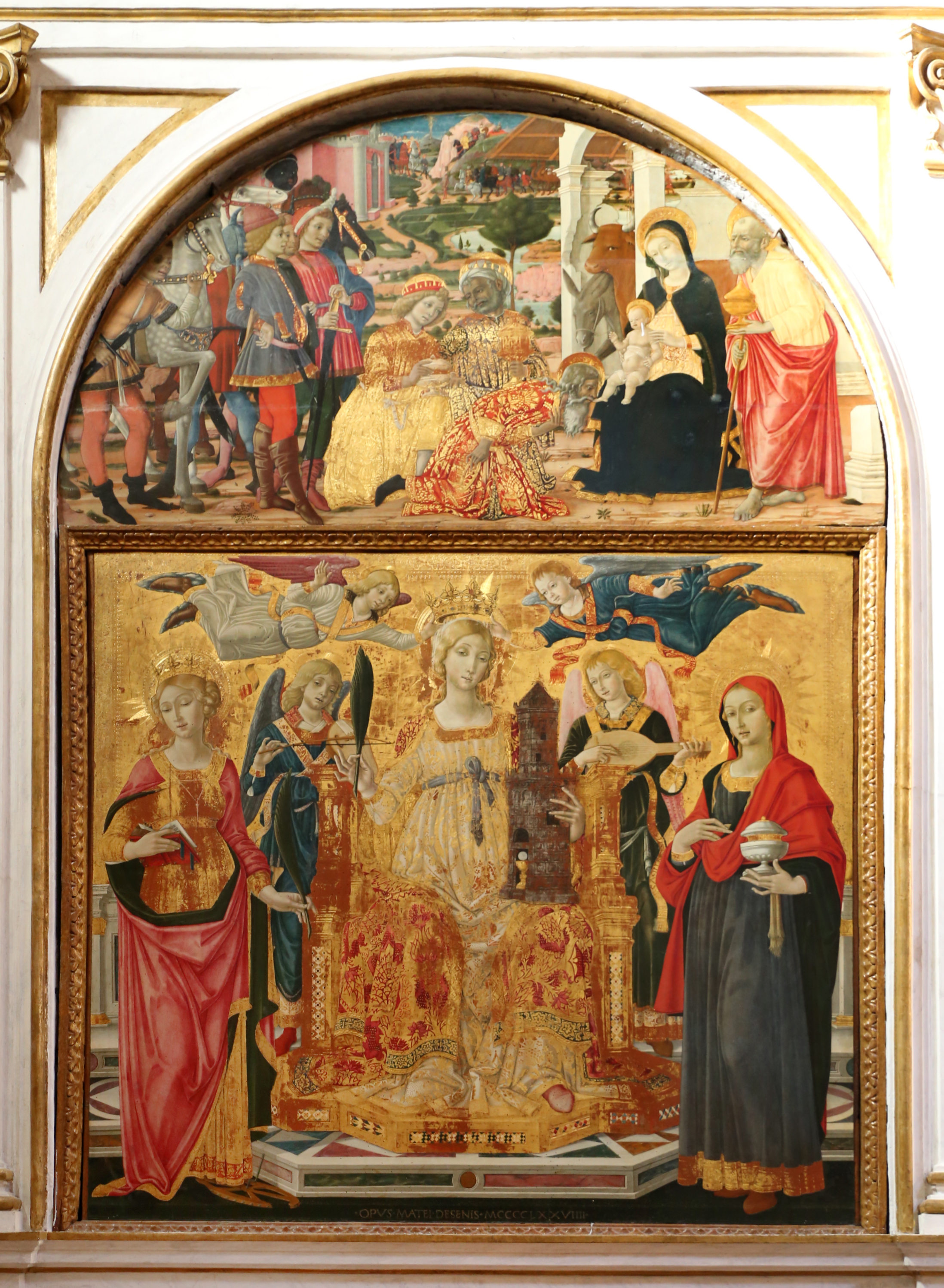
Маттео ди Джованни. Святая Варвара на троне с Марией Магдалиной и Святой Екатериной Александрийской. 1479. Дерево, темпера, золочение
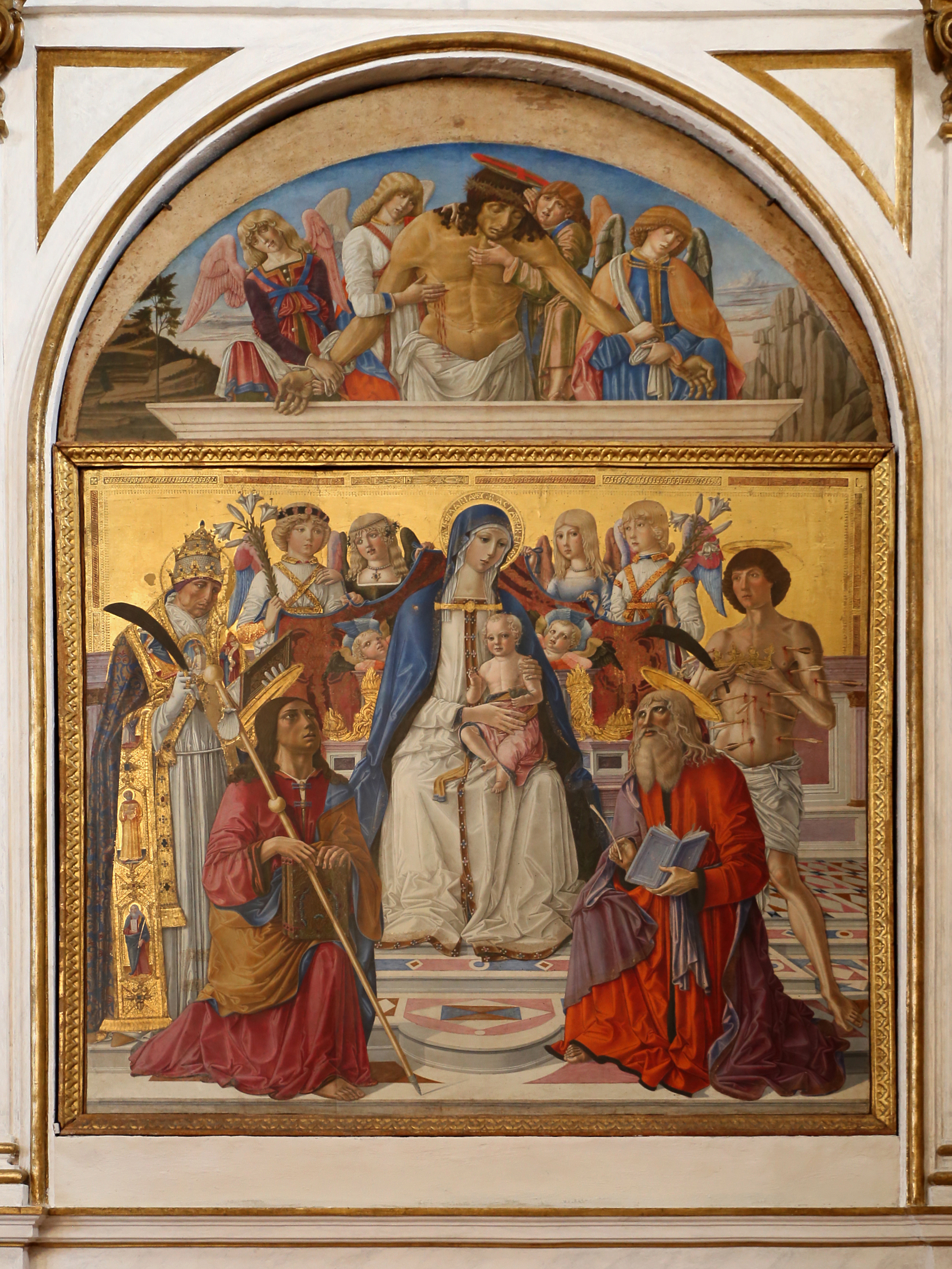
Бенвенуто ди Джованни. Мадонна на троне с Младенцем, ангелами и святыми Григорием, Иаковом, Иеронимом и Себастьяном. В верхней части: Пиета. 1483. Дерево, темпера, золочение
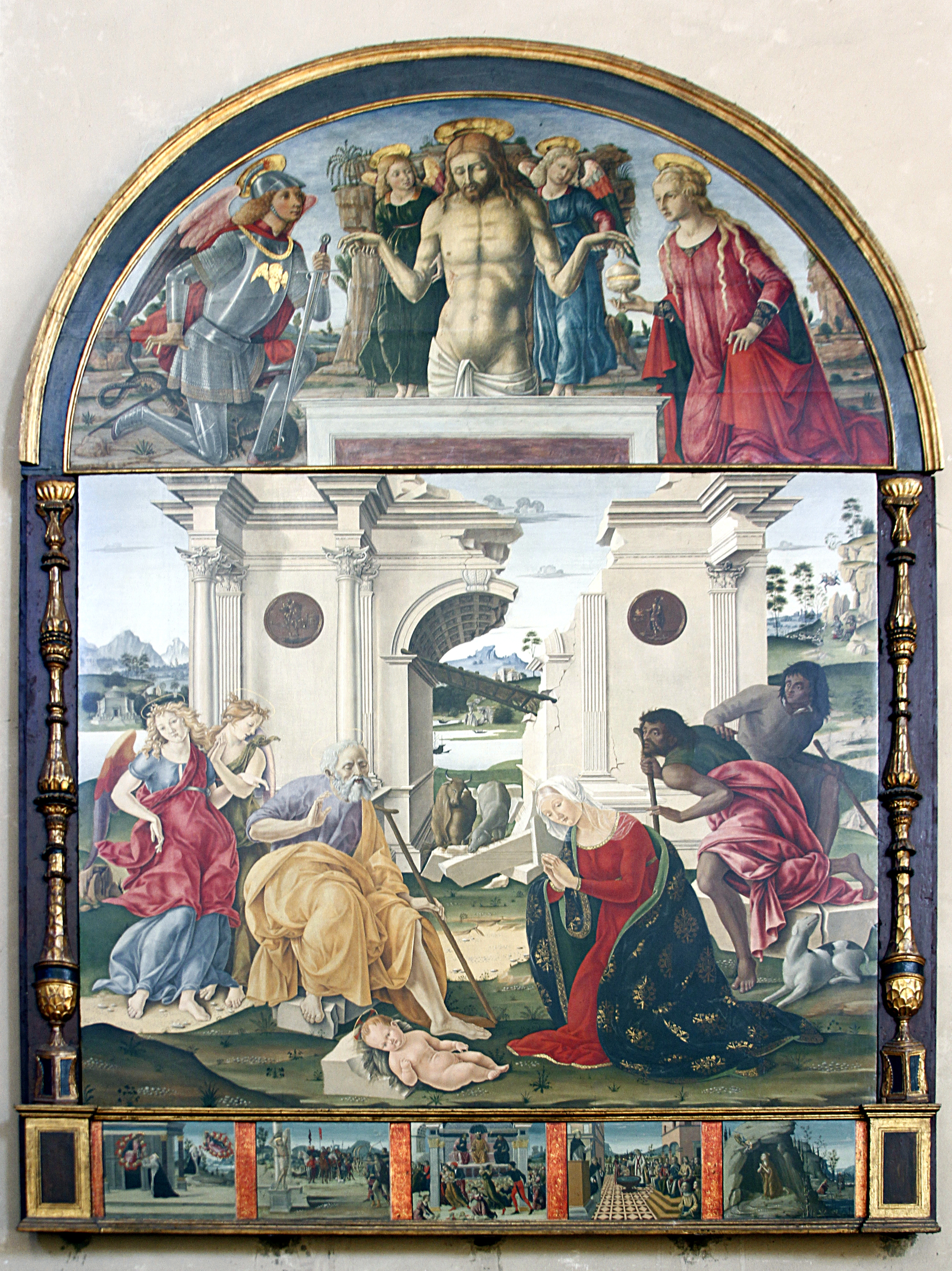
Франческо ди Джорджо. Поклонение пастухов. 1485. Люнет: Маттео ди Джованни. Положение во гроб. Пределла работы Бернардино Фунгаи. Дерево, масло
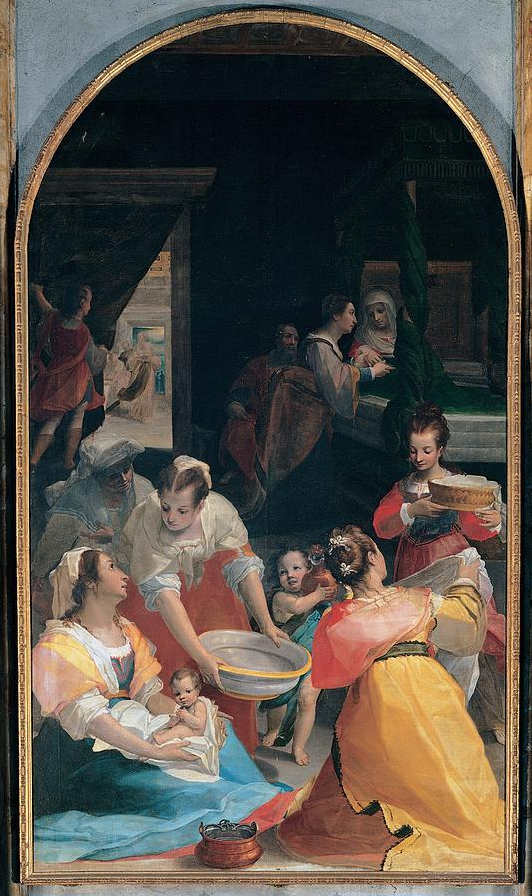
Алессандро Казолани. Рождество Девы Марии. 1585. Холст, масло
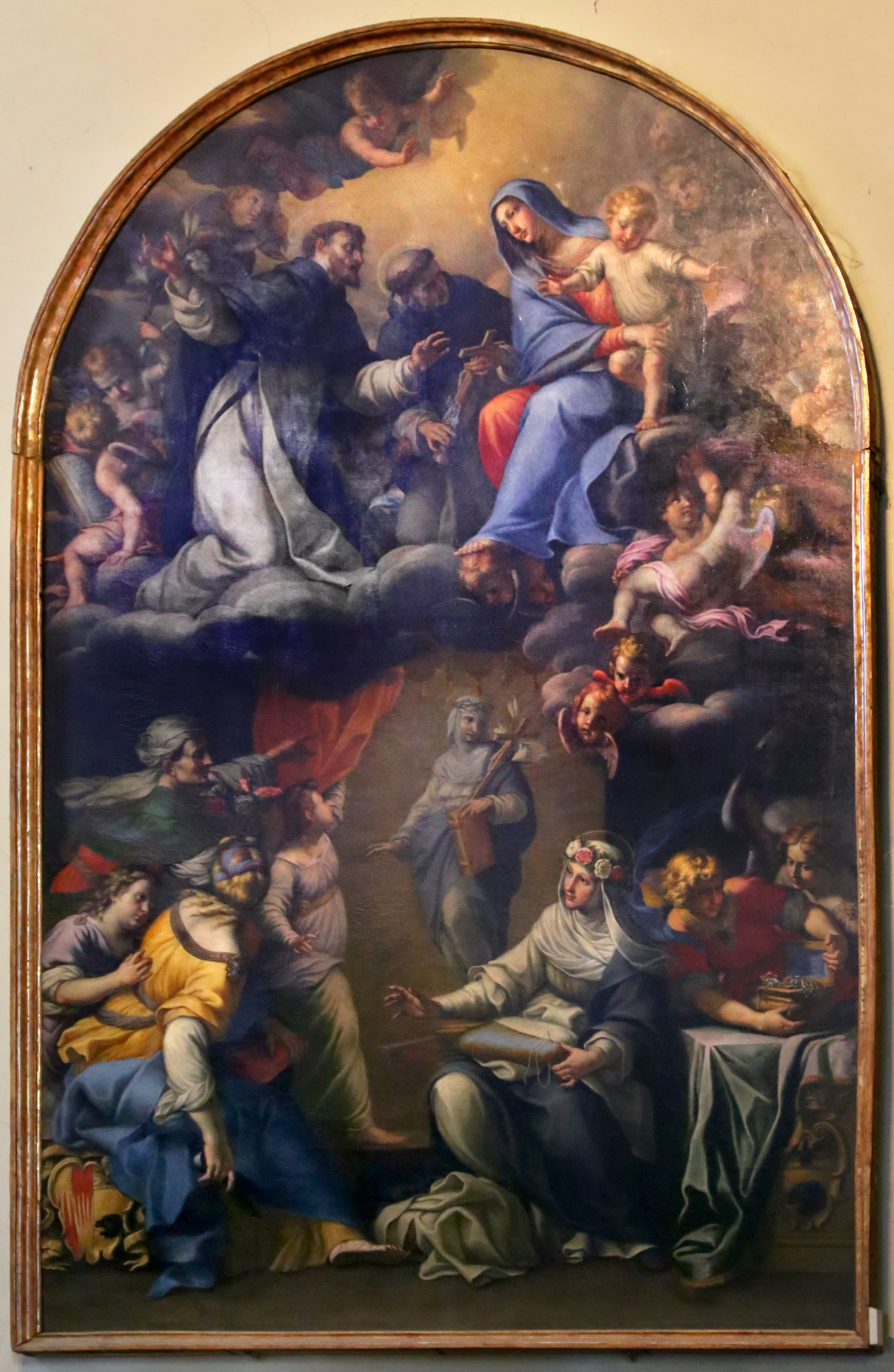
Д. Бурбарини. Видение Святой Розы Лимской Святой Екатерине. Холст, масло

## Крипта

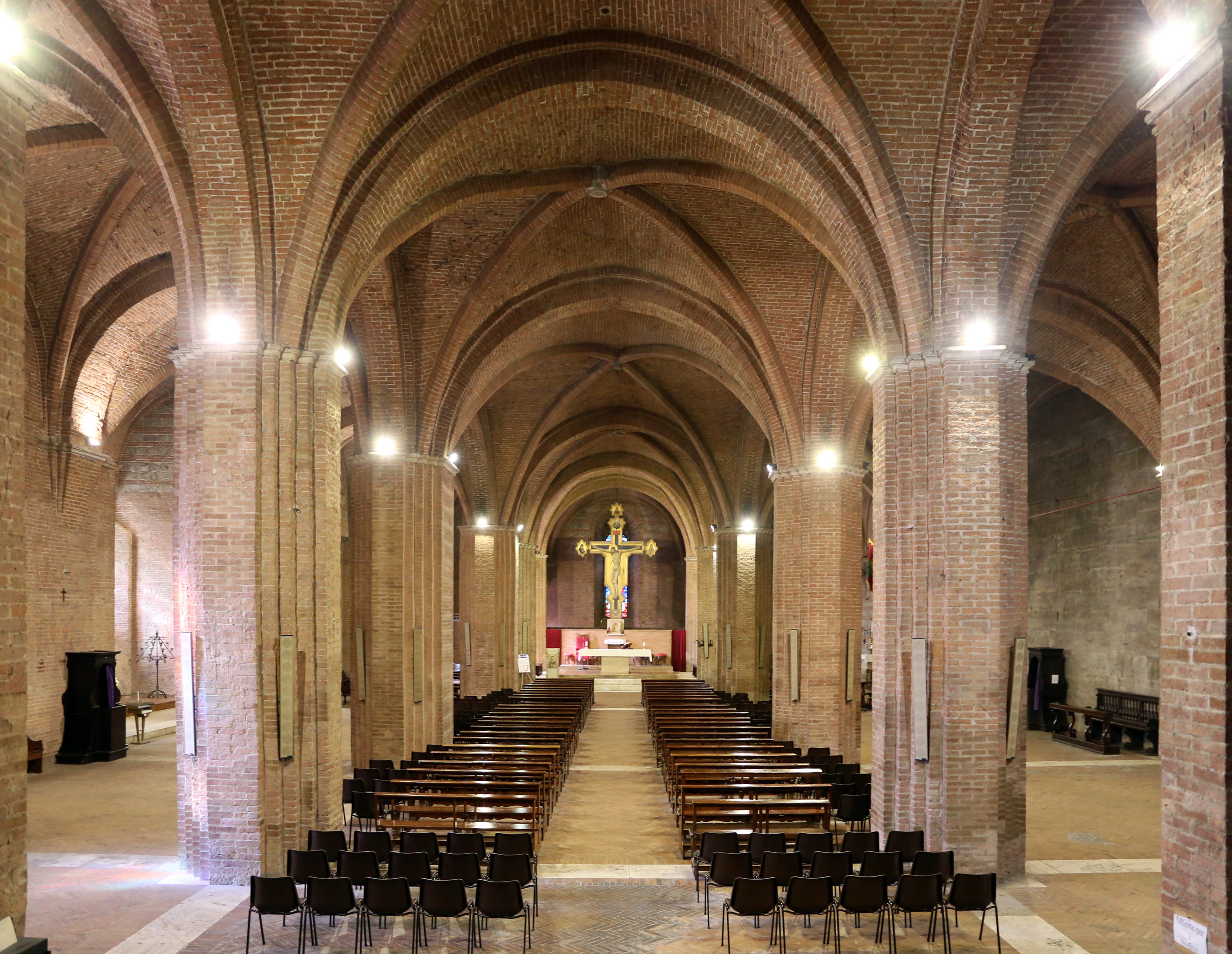
Интерьер крипты

Обширная крипта храма построена в начале XIV века, потом она была заброшена и долгое время не использовалась или использовалась в светских целях. С 1862 по 1924 годы в ней находилась конюшня. В 1934—1935 годах крипта была капитально реконструирована и приспособлена под мемориальную усыпальницу павших фашистов (итал. Sacrario dei caduti fascisti), которая была торжественно открыта в ноябре 1938 года и просуществовала до падения фашизма в 1945 году. В это время здесь были установлены десять гробниц и скульптура «Воскресший Христос» работы Вико Консорти. Впоследствии скульптуру перенесли на городское кладбище Кампосанто-ди-Мизерикордия (ит.).
В настоящее время крипта представляет собой просторное помещение, восстановленное в оригинальном виде. Три нефа разделены пилонами и перекрыты крестовыми сводами. Здесь можно увидеть старинные Распятия работы Сано ди Пьетро и Вентуры Салимбени.